# Szuja
Szuja (ros. Шуя) – rosyjskie miasto położone na wschód od Moskwy, w obwodzie iwanowskim. 
Od miasta wzięła nazwę krótko panująca w Rosji dynastia Szujskich. W 1539 zagarnięta przez Chanat Kazański; odzyskana w 1566 przez Iwana IV Groźnego jako jego własność w ramach opriczniny. Miasto w 1722 odwiedził Piotr I Wielki, zakładając tam manufakturę tekstyliów. W XIX wieku Szuja stała się ważnym punktem wyrobu tekstyliów z lnu.

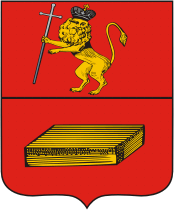
Stary herb (1781)

15 marca 1922, w czasie przeprowadzania konfiskaty majątku Rosyjskiego Kościoła Prawosławnego przez władze bolszewickie, w mieście miały miejsce zamieszki.

## Znani mieszkańscy
Pochodzą stamtąd Fiodorowa Wasiljewa, rekordzistka w liczbie urodzonych dzieci na świecie, oraz Ludmiła Czernych, astronom.

## Demografia
- 2010 – 58 486[3]
- 2020 – 57 039[2]